# المندمي (مذيخرة)

تعديل مصدري - تعديل

المندمي محلة تابعة لقرية الجبال، التابعة لعزلة بني مليك بمديرية مذيخرة إحدى مديريات محافظة إب في الجمهورية اليمنية، بلغ تعداد سكانها 226 حسب تعداد اليمن لعام 2004.